# Joppolo
Joppolo – miejscowość i gmina we Włoszech, w regionie Kalabria, w prowincji Vibo Valentia.
Według danych na rok 2004 gminę zamieszkiwało 2268 osób, 151,2 os./km².

## Zabytki i atrakcje
- Jaskinia Nimfy (Grotta delle Nimfe)
- Rezerwat przyrody (Scogliera di Coccorino)
- Kościół pw. Świętego Sykstusa (Chiesa San Sisto Papa e Martire)
- Zabytkowe kamenice i wille nadmorskie